# Dmitriy Kuptsov
Pour les articles homonymes, voir Kouptsov.
Dmitri Kuptsov (en russe : Дмитрий Владимирович Купцов, Dmitri Vladimirovitch Kouptsov), né le 9 novembre 1982, est un athlète russe spécialiste du saut à la perche.

## Carrière
En 2001, il remporte les championnats d'Europe junior d'athlétisme 2001 de Grosseto.

## Palmarès
| Date | Compétition                  | Lieu     | Résultat | Performance |
| ---- | ---------------------------- | -------- | -------- | ----------- |
| 2001 | Championnats d'Europe junior | Grosseto | 1er      | 5,55 m      |

## Records
- 5,65 m en plein air à Tcheboksary en 2002 et à Toula en 2005.
- 5,76 m en salle à Stockholm en 2006.